# Cirneco de l'Etna
Le cirneco de l'Etna (Cirneco dell’Etna) est un chien originaire de Sicile. La Fédération cynologique internationale l'a répertorié dans le groupe 5, section 7, standard no 199.

## Historique

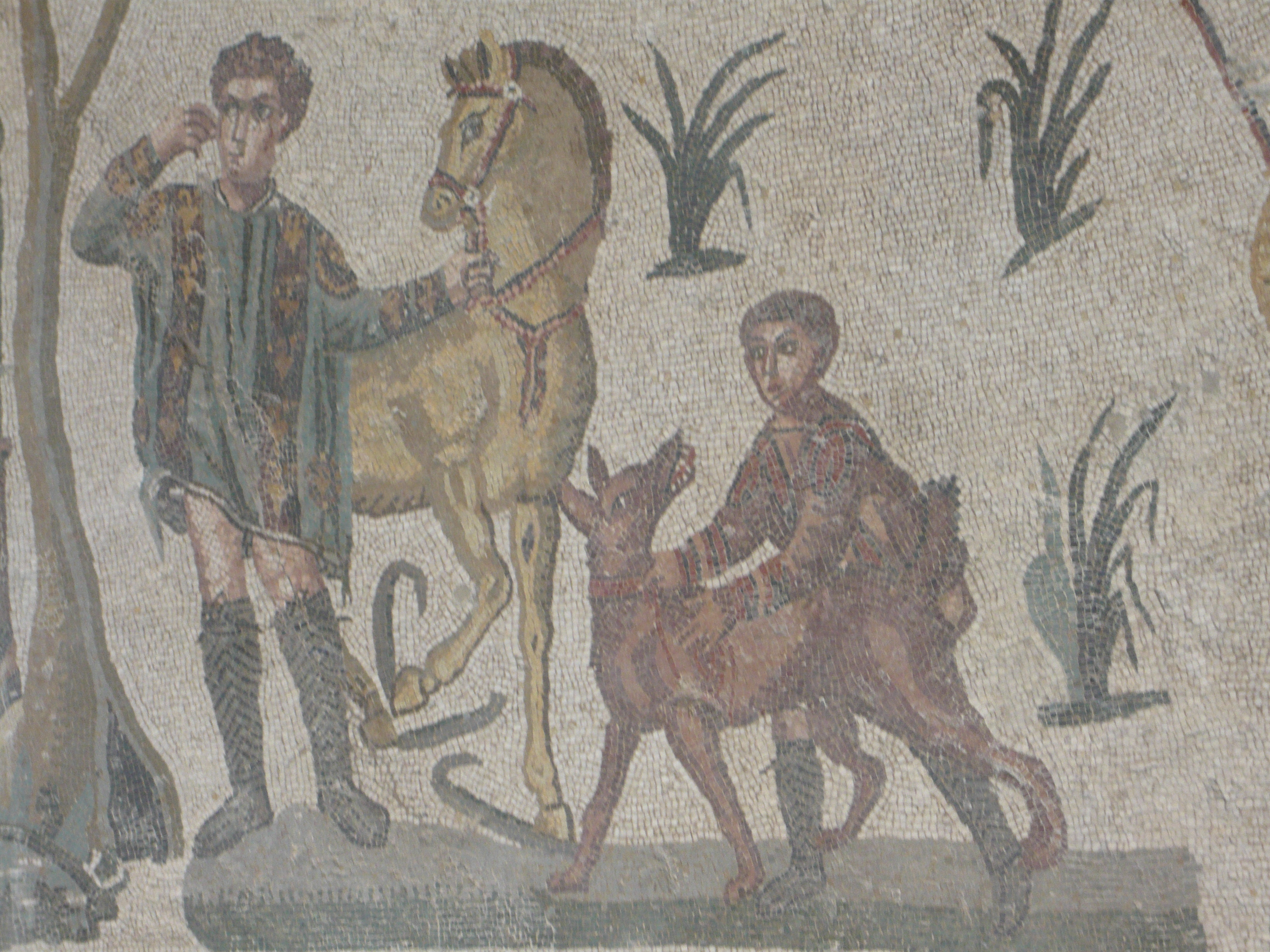
Scène de chasse avec un chien ressemblant au cirneco de l'Etna. Mosaïque de la villa romaine du Casale.

Des descriptions d'un chien ressemblant au cirneco de l'Etna sont présentes depuis l'Antiquité. Au IVe siècle av. J.-C., Aristote décrit un chien de caractéristiques identiques et des monnaies siciliennes du VIe siècle représentent un chien près d'une divinité phénicienne. Les agriculteurs et chasseurs siciliens ont préservé le cirneco de l'Etna à travers les siècles. Son utilisation traditionnelle est la chasse au lapin.

## Standard

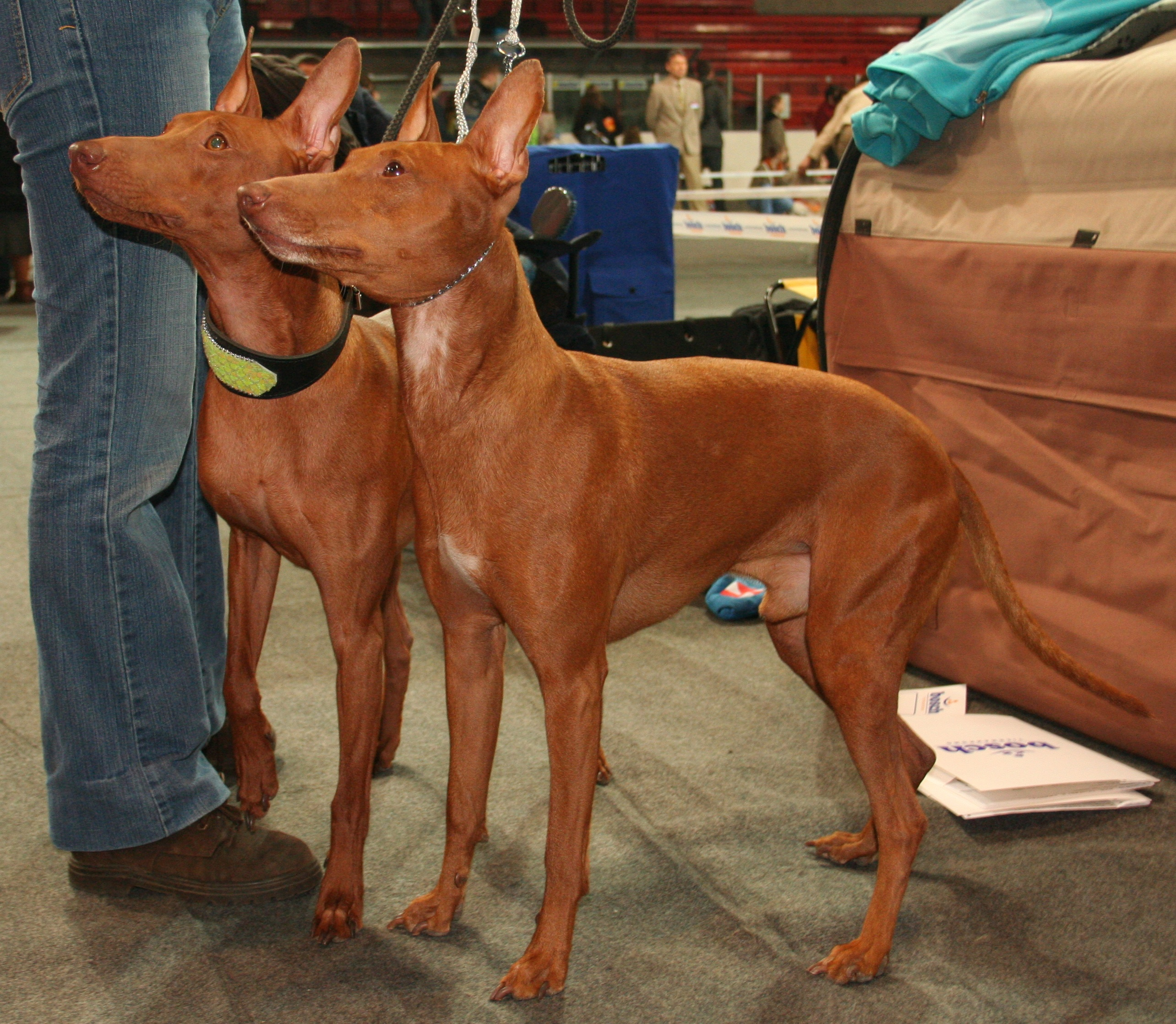
Cirneco de l'Etna.

Le cirneco de l'Etna est un chien de type lévrier bien qu'il soit classé dans le groupe 5 par la FCI, c'est-à-dire en tant que chien primitif. C'est une race de taille moyenne, adaptée au travail en terrains broussailleux difficiles. De conformation morphologique un peu longiligne, le corps s'inscrivant dans un carré est doté de muscles plats et secs. La queue est attachée bas, elle atteint le niveau du jarret. Elle est portée relevée en forme de trompette sur le dos lors du travail et en sabre au repos.
Les grandes oreilles sont bien dressées, attachées haut et rapprochées. Elles sont de forme triangulaire avec une pointe étroite et s'ouvrent sur l'avant. Les yeux de petite taille sont de couleur ocre pas trop foncé, ambre ou même gris, jamais marron ou noisette foncé. La pigmentation du bord des paupière est la même que celle de la truffe.
Le poil est fin et raide, bien lisse et couché sur le corps. Les robes admises sont le fauve unicolore plus ou moins intense, avec ou sans marques blanches (liste blanche en tête, liste blanche au poitrail, pieds blancs, pointe de la queue blanche, ventre blanc ; un collier blanc est moins apprécié). Le blanc unicolore ou tacheté d'orange est toléré.

## Caractère
Le cirneco de l'Etna est décrit comme un chien vif, gai et affectueux dans le standard de la race. Il est doté de beaucoup de tempérament, d'une grande résistance, dur, agile. 

## Soins et éducation
Le cirneco de l'Etna est un chien à forte personnalité : il doit être éduqué très tôt à l'obéissance et notamment au rappel. Dès son jeune âge il faut le sortir et l'habituer à la laisse. il a besoin de se dépenser en permanence.
La quantité et la qualité de la nourriture sont fonction de son activité physique et de son état physiologique. Il est recommandé de donner deux repas par jour. Cette race a tendance à l'embonpoint.

## Utilité
Le cirneco de l'Etna est un chien de chasse utilisé dans sa région natale pour la chasse au lapin. Il peut également pratiquer la poursuite à vue sur leurre en clubs d'utilisation.